# Chuck Rieger
Charles J. „Chuck“ Rieger III ist ein US-amerikanischer Informatiker.
Rieger wurde 1974 bei Roger Schank an der Stanford University in Informatik promoviert (Conceptual memory. A theory and computer program for processing the meaning content of natural language utterances). 1974 wurde er Assistant Professor an der University of Maryland und von 1979 bis 1982 war er dort Associate Professor. Ab 2003 war er Adjunct Professor.
Er war 1977 Mitgründer, Vorsitzender und CTO der SCION Corporation (bis 1984), 1984 Mitgründer und CTO der Vidar Systems Corp. (bis 1987), 1987 Mitgründer und CEO der Images Machines Corporation (bis 1999) und 1999 Mitgründer und CTO von eQuorum Corporation.
1976 war er Gastprofessor am MIT AI Lab.
Er forschte über Darstellung und Verständnis natürlicher Sprachen, kausale Modellierung und Problemlösen und angewandte KI-Wissenssysteme.
Ende der 1970er Jahre baute er mit Mark Weiser an der University of Maryland ZMOB, ein früher Parallelcomputer aus handelsüblichen Mikroprozessoren in den Knoten (128 Z-80 Prozessoren).
1975 erhielt er den IJCAI Computers and Thought Award.

## Schriften
- Conceptual memory and inference, in R. Schank, Conceptual information processing, Elsevier 1975, S. 157–288
- Computational linguistics, in W. O. Dingwall, A Survey of Linguistic Science, Greylock 1978, S. 97–134
- Viewing parsing as word sense discrimination. A survey of linguistic science, Stanford 1976
- mit Steven Small: Word expert parsing, Proc. 6th IJCAI, 1979